# ميخائيل الصباغ
ميخائيل الصباغ (1189 - 1232 هـ / 1775 - 1816 م) باحث فلسطيني، من الكاثوليك، له اشتغال بالتاريخ.
هو ميخائيل بن نقولا بن إبراهيم الصباغ. ولد في عكا (بفلسطين) وتعلم بمصر. وعند غزو نابليون بونابرت الأول لمصر اجتمع به وترجم له واستصحبه معه إلى باريس سنة 1801 م، وفيها التقى المستشرق الفرنسي دي ساسي. توفي بباريس.

## آثاره
له من المؤلفات:
- تاريخ بيت الصباغ وحال الطائفة الكاثوليكية
- متفرقات في تاريخ البادية والشام ومصر
- الرسالة التامة في كلام العامة
- حسن الجمع فيما قيل في قصر الشمع
- سعاة الحمام
- تاريخ ظاهر العمر، وغير ذلك.[4]